# Новая система теоретической музыки

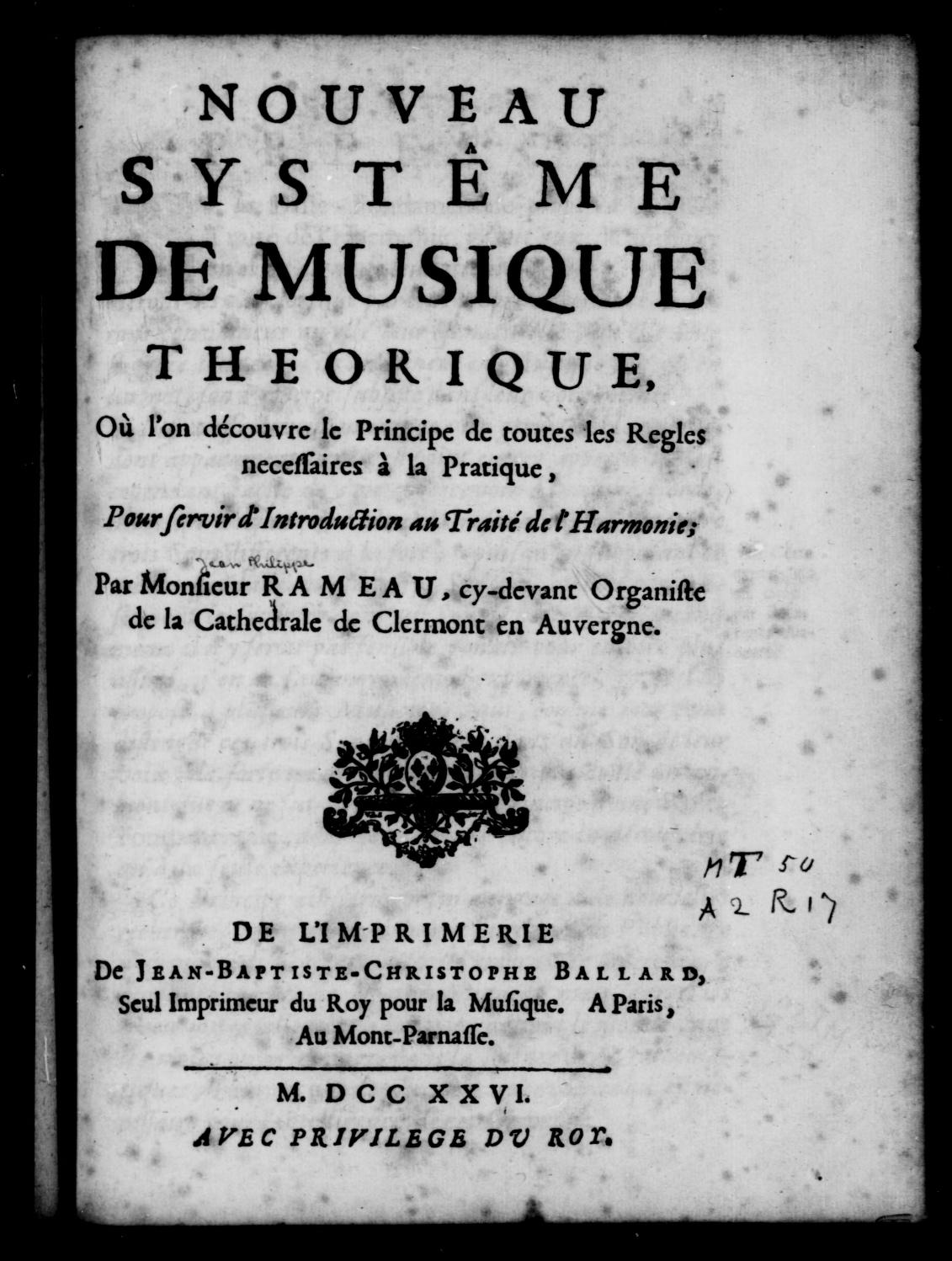
Титульный лист

«Новая система теоретической музыки» (фр. Nouveau système de musique théorique) ― второй по счёту трактат Жана-Филиппа Рамо, который вышел в свет в 1726 году. Рамо написал этот трактат через четыре года после публикации своего первого теоретического труда ― «Трактата о гармонии, сведённой к её природным началам», идеи которого основывались на закономерностях звуков и интервалов пифагорова строя.
Однако, через некоторое время после издания своего первого трактата Рамо узнал о трудах учёного Жозефа Совёра, который первым описал явление обертонов и систематизировал гармонические последовательности. Работы Совёра сразу же привлекли к себе внимание Рамо, поскольку их публикация обеспечила научную основу для его собственных теорий. Название, которое Рамо выбрал для своего нового трактата, было взято из названия доклада Фонтенеля Королевской академии наук, касающегося работ Совёра (Sur un nouveau système de musique).
В то время как весь теоретический материал, являющийся темой предыдущего трактата, обосновывался исключительно с математической точки зрения, в «Новой системе…» Рамо упоминает физическую природу гармоний, которые, как отмечает автор, «единосущны фундаментальному звучанию».
В «Новой системе теоретической музыки» автор ввёл несколько новых терминов и идей, включая, главным образом, концепцию субдоминанты. Данный трактат не является самостоятельной работой как таковой, а служит в качестве дополнения к «Трактату о гармонии» — сам Рамо представил «Новую систему…» как вступление к более раннему труду (фр. Introduction au Traité de l'Harmonie).
Музыковед Анн-Мари Шуйе в своём исследовании «Концепция красоты в теоретических трудах Рамо» говорит: «[„Новая система…“] действительно привнесла в теорию музыки что-то новое. С первой строки предисловия [трактата] заметен торжествующий тон. Рамо объявляет хорошие новости, а именно: теории „Трактата о гармонии“ находят себе подтверждение».

## Галерея

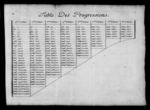
Таблица, показывающая всевозможные аккордовые последовательности
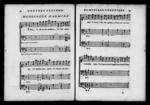
Пример, демонстрирующий понятия основного тона и basso continuo